# 4018 Bratislava
4018 Bratislava è un asteroide della fascia principale. Scoperto nel 1980, presenta un'orbita caratterizzata da un semiasse maggiore pari a 2,5794720 UA e da un'eccentricità di 0,1655484, inclinata di 3,43682° rispetto all'eclittica.